# Meruelo
Meruelo es un municipio de la comunidad autónoma de Cantabria (España). Limita al norte con los municipios de Bareyo y Arnuero, al oeste con Bareyo y Ribamontán al Monte, al sur con Hazas de Cesto y al este con Arnuero y Escalante. Está situado en la histórica comarca de Trasmiera.
El municipio de Meruelo se encuentra en el centro de la comarca trasmerana y es atravesado por el río Campiazo, que forma a su paso el llamado valle de Meruelo. La geografía municipal contiene desde el dicho valle hasta llanuras pasando por colinas.
Las tres localidades integradas en el término municipal pertenecieron a la Junta de Siete Villas, que a su vez era parte de la Merindad de Trasmiera. Meruelo, al igual que sus pueblos vecinos, fue tierra de maestros de distintas artes: canteros, escultores, campaneros, entre otros. Todos ellos dejaron sus obras por todo el país, así como en su Meruelo natal.

## Historia
Hacia mediados del siglo XIX, el lugar, ya por entonces con ayuntamiento propio, tenía por barrios a Vierna, San Mamés y San Miguel. Aparece descrito en el undécimo volumen del Diccionario geográfico-estadístico-histórico de España y sus posesiones de Ultramar de Pascual Madoz con las siguientes palabras:

MERUELO: l. con ayunt. en la prov. y dióc. de Santander (3 leg.), part. jud. de Entrambas-aguas (2 1/2), aud. terr. y c. g. de Burgos (26). Consta de 3 barrios, San Miguel, San Mamés y Vierna: sit. el primero en llano y los otros 2 en una altura; su clima es bastante sano. Tiene 97 casas altas y 68 bajas; la de concejo; escuela de primeras letras, dotada con 100 ducados á que asisten 40 niños de ambos sexos; igl. parroquial (San Mamés), en el barrio de este nombre, con 3 párrocos que forman capítulo, 2 beneficiados y un racionero, matriz de las de San Miguel y San Bartolomé en los respectivos barrios de San Miguel y Vierna, y buenas aguas potables. Confina N. Armuero; E. Castillo; S. Beranga, y O. Güemes á 1/2 leg. el mas distante. En su term. se encuentra el beaterio de los Remedios, en el que se celebra una romeria todos los años, á pesar de no tener beatas. El terreno en la parte baja al O. es pantanoso, el resto cultivable de buena calidad, le cruza de S. á N. el r. Solorzano, que impulsa las ruedas de 9 molinos harineros. Hay montes de roble mancomunados, y hermosas choperas de varas de castaño de que sacan los moradores bastante utilidad. Los caminos dirigen á los pueblos limítrofes y á Santander, por el puente de piedra de 3 ojos que cruza el Solorzano. prod.: maiz, trigo, legumbres, patatas, vino chacolí, algún lino, hortalizas y pastos; cria ganado vacuno, lanar, cabrío y yeguar, toda clase de aves domésticas, caza de varios animales, y pesca de truchas, anguilas y otros peces. ind.: los molinos indicados. comercio: celebra mercado los martes de cada semana, en el barrio de San Miguel, en que se trafican los art. de primera necesidad. pobl., riqueza y contr. de todo el ayuntamiento. (V. el cuadro sinóptico del part.). En este l. se reunian antes los representantes de los pueblos que componian la junta de Siete Villas, los que acordaron levantar una estatua á D. Luis de Velasco, marqués de este nombre, colocándola en una columna de 18 pies de altura, para perpetuar la memoria de la defensa que hizo en el Morro de la Habana contra los ingleses; todavia existe aunque deteriorada.
(Madoz, 1848, p. 393)

## Economía
En cuanto a la economía local, el sector líder es el agropecuario seguido muy de cerca por la construcción, que está experimentando un verdadero auge debido a los numerosos visitantes que recibe esta zona de la región, especialmente en la época estival.[cita requerida]
Un 19,2 % de la población del municipio se dedica al sector primario, un 21,9 % a la construcción, un 11,9 % a la industria y un 47 % al sector servicios.

## Patrimonio

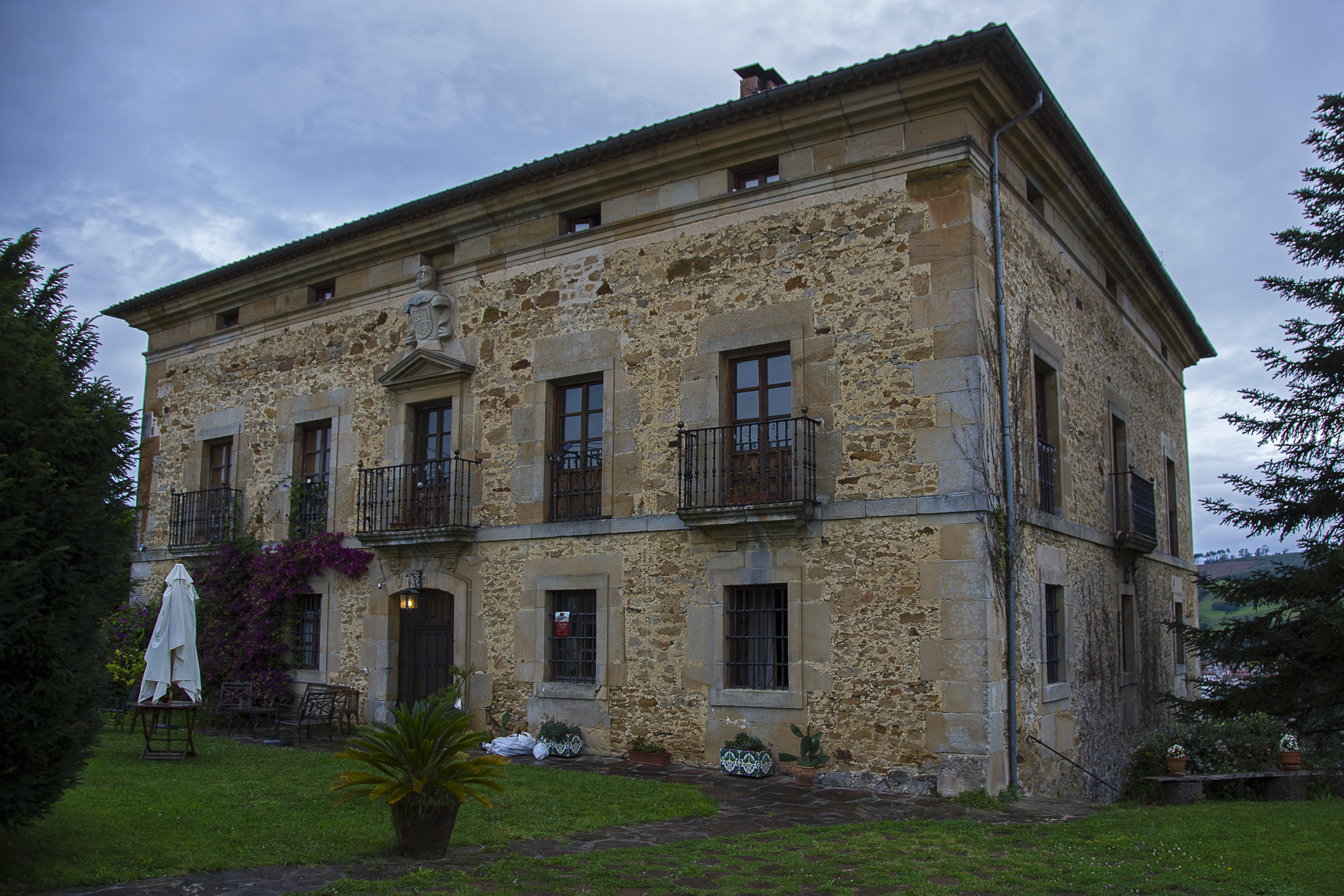
Casona de Meruelo, en la población de San Mamés de Meruelo.

Destaca, dentro de este municipio, la casona de Meruelo en San Mamés de Meruelo, bien inventariado en 2001.

### Iglesias
- San Mamés
- San Miguel de Meruelo
- San Bartolomé

### Ermitas
- De los Remedios
- De Santa Rosa
- De San Roque

## Demografía
Meruelo cuenta con una población de 2301 habitantes (INE 2024).
| Gráfica de evolución demográfica de Meruelo entre 1842 y 2021                                                       |
| |
| Población de derecho según los censos de población del INE Población de hecho según los censos de población del INE |

## Administración y política

### Gobierno municipal
Evaristo Domínguez Dosal (PP) es el actual alcalde del municipio.
| Partido político                         | 2023  | 2023  | 2023       | 2019  | 2019  | 2019       | 2015  | 2015  | 2015       | 2011  | 2011  | 2011       | 2007  | 2007  | 2007       | 2003  | 2003  | 2003       |
| Partido político                         | Votos | %     | Concejales | Votos | %     | Concejales | Votos | %     | Concejales | Votos | %     | Concejales | Votos | %     | Concejales | Votos | %     | Concejales |
| Partido Popular (PP)                     | 727   | 55,53 | 7          | 760   | 57,66 | 5          | 639   | 53,38 | 5          | 749   | 64,74 | 6          | 620   | 62,37 | 6          | 676   | 72,30 | 7          |
| Partido Regionalista de Cantabria (PRC)  | 449   | 34,30 | 4          | 520   | 39,45 | 4          | 512   | 42,77 | 4          | 358   | 30,94 | 3          | 334   | 33,60 | 3          | 231   | 24,71 | 2          |
| Partido Socialista Obrero Español (PSOE) | 61    | 4,66  | 0          | 21    | 1,59  | 0          | 29    | 2,42  | 0          | 31    | 2,68  | 0          | 30    | 3,02  | 0          | 22    | 2,35  | 0          |

### Organización territorial
- Vierna o San Bartolomé de Meruelo
- San Mamés de Meruelo
- San Miguel de Meruelo (capital)

## Personas destacadas
- Tomás del Anillo Cueto (1778-1853). Militar.[6]
- Pedro María Lagüera Menezo (1817-1892), obispo de Osma.